# Benoît Widemann
Benoît Widemann est un claviériste et compositeur français surtout connu pour sa participation au groupe de rock progressif Magma de 1975 à 1981. Outre ses autres apparitions avec d'autres artistes, dont Dan Ar Braz, il est l'auteur de trois albums parus entre 1977 et 1982.
Parallèlement, il mène une carrière dans l'informatique en écrivant des logiciels pour Macintosh depuis 1986.

## Musique

### Carrière
Benoît Widemann n'a que 17 ans lorsqu'il intègre Magma en décembre 1974. Il se fait remarquer pour la première fois sur l'album Live / Hhaï enregistré en juin 1975 où il joue des claviers aux côtés de Christian Vander, Didier Lockwood, etc. Il restera avec Magma jusqu'en 1982, participant notamment aux albums studio Üdü Ẁüdü (1976), Attahk (1977) et Merci (paru en 1984) et effectuant de nombreux concerts (voir discographie avec Magma). Sur certains albums de Magma, il est mentionné sous son « nom kobaïen » : Kahal Negümüraaht.
Il sort son premier album solo, Stress ! en 1977 sur le label Ballon Noir (Réf. BAL 13002). Il y joue du piano acoustique, du piano Fender, et des synthétiseurs Moog et Oberheim, accompagné entre autres par Clément Bailly (batterie), Guy Delacroix (basse), Patrick Gauthier et Jean-Pierre Fouquey (claviers), Patrice Tison (guitare). Le disque sera réédité en 1998 par Musea.
Son deuxième album, Tsunami, paraît en 1979, toujours sur Ballon Noir (Réf. BAL 13014 - Réédition CD Musea en 2001). Il y est secondé par Jean-Pierre Fouquey (claviers), Gilbert Dall'Anese (saxes), Rémy Dall'Anese (basse) et Jean-Paul Ceccarelli (batterie).
Un troisième album, intitulé "3", est publié en 1984 sur CY Records - Musidisc (Réf. 733614 - Réédition CD Seventh Japan en 2009), avec Kirt Rust et François Laizeau (batterie), Sylvin Marc et Dominique Bertram (basse) et Gilles Perrin (percussions).
Entre 1977 et 1988, il sera un partenaire régulier de Dan Ar Braz, participant à ses six premiers albums.
Resté proche de la famille Magma, on le retrouvera aux côtés de Christian Vander dans Fusion en 1981 (qui produira un album du même nom) et dans Alien Quartet en 1979, 1981 et 2005 (pas d'albums). En mai 2005, il sera pendant une semaine l'invité pour une série de concerts commémorant les 35 ans de Magma, que l'on peut découvrir sur le DVD Mythes et Légendes : Epok III.
On le retrouve de 2011 à 2014 au sein du Benoît Widemann Quartet avec Olivier Louvel (guitare), Gilles Coquard (basse) et Nicolas Viccaro (batterie).
Depuis 2009, il fait partie de Maison Klaus, le nouveau projet de Klaus Blasquiz (ex-Magma).
Parallèlement à sa carrière musicale, il mène une activité de développeur indépendant et consultant. Il a écrit de nombreux logiciels sur Macintosh tels que JoliWrite, JoliTerm, JoliPhone/Carnet, MidiControl, MacSnail, FinderHelper, EuroGlyph, GWrite, AliasMenu, AliasKeys, RapidCal, RapidScript.
Marié à Cécile Roumiguière, il vit aujourd'hui à Paris.

### Discographie
Discographie

#### Sous son nom
- Stress ! (1977)[7]
- Tsunami (1978)[8]
- "3" (1982)[9]

#### Avec Maison Klaus
- Moods (2017)[10]

#### Avec Magma
- Live / Hhaï (1975)
- Üdü Ẁüdü (1976)
- Attahk (1977)
- Inédits (1978)
- Retrospektïẁ III (1981)
- Retrospektïẁ I-II (1981)
- Merci (1984)
- Mythes et Légendes (1985)
- Théâtre du Taur, Concert 1975 (1995)
- Concert 1976, Opéra de Reims (1995)
- Concert Bobino 1981 (1995)
- Kompila (1997)
- Mythes et Légendes : Epok III (DVD) (2007)

#### AvecDan Ar Braz
- Douar Nevez (1977)
- Allez dire à la Ville (1978)
- The Earth Lament (1979)
- Acoustic (1981)
- Musique pour les Silences à venir (1985)
- Septembre bleu (1988)

#### Autres participations
- Fusion (1981) (avec Christian Vander, Didier Lockwood et Jannick Top)
- Reel 19.36 (1978) (avec Verto)
- Bébé Godzilla (1980) (avec Patrick Gauthier)
- Alma Latina (1982) (avec Aldo Romano)
- Mummy! (1982) (avec Jean-Michel Kajdan)
- Blue Scales (1991) (avec Jean-Michel Kajdan)
- Folklores imaginaires (2005) (avec Éric Séva)

## Programmation
Benoit Widemann est l'auteur de nombreuses applications ou utilitaires pour Macintosh et iOS dans les décennies 1980 à 2010, certaines commercialisées en shareware.

### Applications

#### Mac OS "Classic"
- JoliWrite : traitement de texte[11]
- JoliTerm : terminal fonctionnant entre autres en X modem[12]
- JoliPhone, JoliPhone Pro devenu Carnet : gestionnaire de carnet d'adresse avec impressions de listes et étiquettes[13]
- MidiControl,
- EuroGlyph[14]

#### Mac OS X
- RapidCal[15]
- RapidScript[16]
- Umbrella[17]
- GWrite : traitement de texte pour la presse et l'édition[18]
- AliasMenu : tableau de bord permettant d'enrichir la barre de menus du Mac[19]
- AliasKeys : utilitaire de création de raccourcis-clavier “hotkeys”[20]
- SV-1 Fun, une exploration du Korg SV-1[21]